# Вологодское кладбище
Вологодское (Кузнечевское) кладбище — одно из самых больших и старейших кладбищ Архангельска. Расположено в центральной части города, в Октябрьском округе, между улицами Гагарина и Гайдара и проспектом Обводный канал к югу от парка им. М. В. Ломоносова.

## История

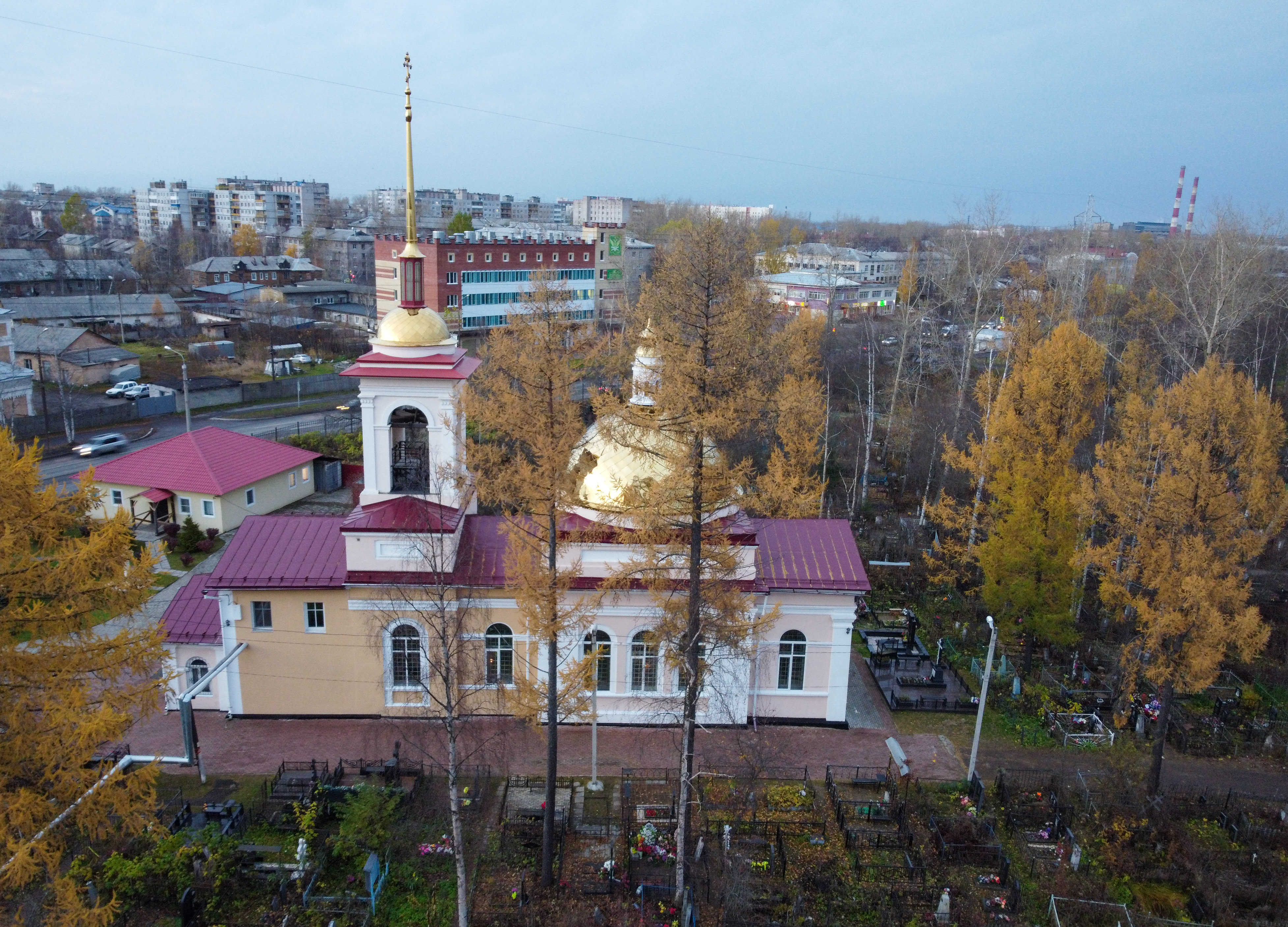
Церковь Всех Святых

Захоронение английских моряков

Историческое название Вологодского кладбища — Кузнечевское. Является старейшим действующим кладбищем Архангельска — первые захоронения датированы началом XIX века. В те времена некрополь являлся достаточно престижным — на нём хоронили дворян, купцов, учёных и общественных деятелей, хотя были захоронения и простых граждан.
Кладбище является многоконфессиональным некрополем. Существуют мусульманская, иудейская, лютеранская и старообрядческая части кладбища. Также на территории Вологодского некрополя Архангельска располагаются несколько отдельных мемориалов:
- «Кладбище английских моряков» — место, на котором хоронили в 1918—1919 годах английских, американских и французских военнослужащих, погибших в 1918—1920 годы на Севере.
- «Мемориал российским немцам» — российские немцы внесли немалый вклад в развитие русского Севера.
- «Мемориал павшим в боях ВОВ на территории Вологодского кладбища Архангельска»
- «Мемориал военнослужащим локальных войн XX века» — мемориал, посвященный памяти жертв Афганской войны, Первой и Второй Чеченских войн (сооружен в 1991 году)[2].

На Вологодском кладбище находятся две православные церкви. В 1778 году силами Архангельского военного гарнизона возведена небольшая деревянная одноэтажная церковь в память Усекновения главы Иоанна Крестителя. Другой храм — Церковь Всех Святых (св. Андрея Критского и всех святых), построенная по воле купца А. Ф. Долгошеина его наследниками. Эта каменная одноглавная церковь, с колокольней, имеющая трехъярусный иконостас и резные царские врата работы XVIII века, была освящена в 1843 году.
Кладбище закрыто с 1977 года, но однако с 1997 года до настоящего времени осуществляются захоронения, в основном в родственные могилы.
В 2008 году вокруг некрополя построено капитальное ограждение. Главная проблема кладбища — плохой дренаж и отвод воды, вызывающие затопление некрополя в весенне-осенний период. В 2010 году городскими властями был разработан проект новой дренажно-ливневой канализации Вологодского кладбища с локальными очистными сооружениями в соответствии с действующими нормами. Но, по состоянию на 2012 год, активных работ по претворению планов в жизнь не ведётся.Также на территории кладбища неоднократно совершались акты вандализма.
Неоднократно поднимался вопрос о присвоении некрополю музейного статуса и создании схемы захоронений известных архангелогородцев.

## Известные люди, похороненные на кладбище
См. Похороненные на Вологодском кладбище.

## Памятники истории
Могилы Тыко Вылки, Б. Л. Розинга, А. Я. Колотиловой, М. Р. Голубковой, И. А. Перфильева, Г. О. Минейко являются памятниками истории региональной категории охраны.